# Microtome amaura
Microtome amaura là một loài bướm đêm trong họ Geometridae.